# 나의 사촌 비니
《나의 사촌 비니》(영어: My Cousin Vinny)는 미국에서 제작된 조너선 린 감독의 1992년 코미디 영화이다. 조 페시, 랠프 마치오, 머리사 토메이 등이 출연하였고, 데일 로너가 각본을 쓰고 제작에 참여하였다.

## 출연
- 조 페시
- 랠프 마치오
- 머리사 토메이
- 미첼 휫필드
- 프레드 귄
- 레인 스미스
- 오스틴 펜들턴
- 브루스 맥길
- 모리 체이킨
- 폴린 마이어스
- 레이노어 샤인
- 제임스 레브혼
- 크리스 엘리스

## 기타 제작진
- 배역: 데이비드 루빈
- 미술: 빅토리아 폴
- 의상: 캐럴 우드